# エチルシアノアクリレート
エチルシアノアクリレート(英: Ethyl cyanoacrylate、ECA)は、2-シアノ-2-プロペン酸のエチルエステルである。低粘度の無色の液体で、純粋なものはわずかに甘い香りを示す。また、シアノアクリレート系接着剤の主成分であり、数多くの商品名で販売されている。「スーパー・グルー(Super glue)」はECA成分の接着剤とされており、「クレージー・グルー(Krazy Glue、日本名・アロンアルフア)」のメーカーのウェブサイトには「クレージー・グルーの化学名はエチルシアノアクリレートです」と記載されている。「マーキュリー接着剤(Mercury Adhesives)」は米国製のECA接着剤の一例である。ECAは、アセトン、メチルエチルケトン、ニトロメタン、塩化メチレンに溶解する。ECA は水分の存在下、急速に重合反応を起こす。

## 合成
ECAはホルムアルデヒドとエチルシアノアセテートとの縮合反応で合成される:
{\displaystyle {\ce {CH2(CN)CO2Et + CH2O -> CH2=C(CN)CO2Et + H2O}}}
この発熱反応の結果、高分子が生成する、次いで、その高分子を焼結し、熱分解すると、モノマーのECAが生成する。あるいは、シアノアセチレンをエトキシカルボニル化することでも合成できる。

## 用途
ECAは、様々な材料の接着剤として利用される。ECAは医療用として液体絆創膏や縫合を要しない手術で用いられる、しかし、より低い毒性のn-ブチルアクリレートやオクチルシアノアクリレートが使用されることも多い。非医療グレードの接着剤は、医療用途には不適当である、なぜなら、汎用の接着剤には有害な有機溶剤（例えばメチルアルコール）が含まれ、また重合反応の過程で発熱を起こすからである。
硬化したECAは、150℃(300°F)を越える温度で軟化する。接着に役立つ温度は、-54～82℃（-65～180°F)の範囲である。また、その誘電率は1MHzで3.33である。

## 安全性
米国では、ECAの許容濃度(TLV：Threshold Limit Value)は0.2ppmである。硬化したポリエチルシアノアクリレートは加熱によって解重合し、肺や眼に強い刺激性を示す気体状の生成物を発生する。